# Brachiaria platyphylla
Brachiaria platyphylla là một loài thực vật có hoa trong họ Hòa thảo. Loài này được (Munro ex C.Wright) Nash mô tả khoa học đầu tiên năm 1903.